# Cuasipartícula
En física, una cuasipartícula es una entidad de tipo particular que es posible identificar en ciertos sistemas físicos de partículas interaccionando. La cuasipartícula puede considerarse como una única partícula moviéndose a través del sistema, rodeada por una nube de otras partículas que se están apartando de su camino o arrastradas por su movimiento, así que la entidad entera se mueve a través de algo como una partícula libre. El concepto de cuasipartícula es uno de los más importantes en la física de la materia condensada, porque es una de las pocas formas de simplificar el problema de los muchos cuerpos de mecánica cuántica, y es aplicable a un amplio rango de sistemas de muchos cuerpos.
La idea de cuasipartículas fue ideada en la teoría de los líquidos de Fermi de Landau, la cual fue originalmente inventada para estudiar el helio-3 líquido.

## Tipos de cuasipartícula
| Cuasipartícula             | Significación | Partículas subyacentes    |
| -------------------------- | --- | ------------------------- |
| Bipolarón                  | Pareja liada de dos polarones | polarón (electrón, fonón) |
| Bogoliubón                 | Par de Cooper de electrones | electrón, hueco           |
| Configurón                 | Una excitación configuracional elemental en un material amorfo que implica la ruptura de un enlace químico |                           |
| Dislón                     | Una excitación colectiva localizada asociada con una dislocación en sólidos cristalinos. Surge de la cuantización del campo de desplazamiento de la red de una dislocación clásica.                           |                           |
| Dropletón                  | La primera cuasipartícula conocida que se comporta como un líquido. |                           |
| Cuasipartícula de electron | Un electrón cuando es afectado por las otras fuerzas e interacciones en el sólido | electrón                  |
| Excitón                    | Estados relacionados con un electrón libre y un hueco | electrón, hueco           |
| Fasón                      | Modos vibracionales en un cuasicristal asociado con reordenamientos atómicos |                           |
| Fermion de Majorana        | Una cuasipartícula igual a su propia antipartícula, emergiendo como un estado de intervalo medio en ciertos superconductores                                                                                  |                           |
| Fluxón                     | Quantum de flujo electromagnético |                           |
| Fonón                      | Modos vibratorios en el interior de una estructura cristalina asociada con atomic shifts |                           |
| Fonitón                    | Una cuasipartícula teórica que es una hibridación de un fonón de larga duración localizado y de una excitación de materia                                                                                     |                           |
| Fractón                    | Una vibración colectiva cuantificada que permanece inmóvil cuando está aislada sobre un sustrato con una estructura fractal.                                                                                  |                           |
| Holón (chargón)            | Una cuasi partícula resultante de la separación de la carga de espín del electrón |                           |
| Hueco de electrón          | Una ausencia de un electrón en la banda de valencia | electrón, catión          |
| Levitón                    | Una excitación colectiva de un solo electrón dentro de un metal |                           |
| Magnón                     | Excitaciones coherentes de los espines de los electrones en un material |                           |
| Orbitón                    | Cuasipartícula que resulta de la separación orbital de espín electrónico |                           |
| Plasmón                    | Conjunto de excitaciones coherentes de un plasma |                           |
| Plasmarón                  | Una cuasipartícula que emerge del acoplamiento entre un plasmon y un hole |                           |
| Polarón                    | Cuasipartículas compuestas de un electrón localizado acoplado con un campo de polarización | electron, fonón           |
| Polaritón                  | Mezcla de un fotón y otra de las cuasipartículas de esta lista | fotón , fonón óptico      |
| Rotón                      | Un estado de excitación elemental en el helio 4 superfluido |                           |
| Solitón                    | Onda de excitación solitaria que se propaga sin deformarse en un medio no lineal y dispersivo |                           |
| Spinón                     | Una cuasipartícula producida como resultado de la separación de la carga de espín del electrón que puede formar tanto un líquido de espín cuántico y un líquido de espín cuántico fuertemente correlacionado. |                           |
| Trion                      | Una excitación coherente de tres cuasipartículas (dos agujeros y un electrón o dos electrones y un agujero)                                                                                                   |                           |
| Wrinklón                   | Una excitación localizada correspondiente a las arrugas (wrinkles ) en un sistema bidimensional restringido.                                                                                                  |                           |